# Percina caprodes
 Percina caprodes és una espècie de peix de la família dels pèrcids i de l'ordre dels perciformes.
Els adults poden assolir els 18 cm de longitud total. Els ous són enterrats en el substrat. És un peix d'aigua dolça, bentopelàgic i de clima temperat (60°N-30°N).
Als Estats Units és depredat per Anguilla rostrata.
Es troba a Nord-amèrica a les conques fluvials del riu Sant Llorenç, la badia de Hudson i el riu Mississipi des del Quebec fins a Saskatchewan (el Canadà) i el golf de Mèxic. També és present a les conques atlàntiques i del golf de Mèxic dels Estats Units.